# 加利卡诺
加利卡诺（義大利語：Gallicano），是意大利卢卡省的一个市镇。总面积30平方公里，人口3949人，人口密度131.6人/平方公里（2009年）。ISTAT代码为046015。